# Aleksander Kunicki
Aleksander Kunicki, ps. „Karaś”, „Francuz”, „Rayski”, „Marian” (ur. 26 lutego 1898 w Demni Wyżnej, zm. 6 czerwca 1986 w Bielsku-Białej) – kapitan WP, uczestnik I wojny światowej, wojny polsko-bolszewickiej oraz III powstania śląskiego, a w czasie II wojny światowej działacz Związku Walki Zbrojnej i Armii Krajowej.

## Życiorys
Syn Ferdynanda oraz Pauliny z domu Dać. W maju 1916 został wcielony do 41 pp armii austro-węgierskiej. W połowie 1918 wzięty do niewoli przez Włochów i umieszczony w obozie jenieckim w Weronie. Tam zachorował i trafił do szpitala, z którego zgłosił się do formowanej przez gen. Józefa Hallera – Armii Polskiej we Francji. 6 czerwca 1919 wraz z 3 psp przybył do Polski. Jednostkę zakwaterowano w rejonie Płocka. Uczestniczył w wojnie polsko-bolszewickiej. Po jej zakończeniu pozostał w wojsku. Wziął udział w III powstaniu śląskim.
Na początku 1933 odszedł ze służby w 3. psp, w którym pełnił funkcję kierownika kancelarii dowództwa pułku w stopniu starszego sierżanta. 1 marca 1933 został przydzielony do bielskiej ekspozytury Samodzielnego Referatu Informacyjnego DOK V, której zadaniem było rozpoznawanie i zwalczanie niemieckiego szpiegostwa i dywersji na terenie Śląska Cieszyńskiego oraz powiatów Biała i Żywiec. Przez szereg lat pełnił funkcję kierownika tej placówki kontrwywiadowczej, przeciwstawiając się działalności niemieckiego wywiadu, który przez tereny Czechosłowacji intensywnie penetrował obszary RP. W 1938, po zajęciu Zaolzia przez oddziały WP, w Cieszynie Zachodnim utworzono polską placówkę kontrwywiadowczą o szerszym zasięgu działania, która przejęła agendy zlikwidowanej placówki w Bielsku. W nowo utworzonej placówce cieszyńskiej objął referat kontrwywiadowczy i funkcję tę pełnił do wybuchu wojny. Działał w kontrwywiadzie przy zwalczaniu związanych z senatorem RP Rudolfem Wiesnerem oraz Partią Młodoniemiecką w Polsce (Jungdeutsche Partei) niemieckich agentów i dywersantów na terenie Bielska i Śląska Cieszyńskiego.
We wrześniu 1939 został ewakuowany wraz z innymi pracownikami Samodzielnego Referatu Informacyjnego DOK V, z którymi po agresji ZSRR na Polskę przekroczył granicę rumuńską w Kutach. Nosił wtedy ubranie cywilne i jako zwykły uciekinier został zarejestrowany w obozie przejściowym w Bacău. W polskiej ambasadzie w Bukareszcie otrzymał paszport na wyjazd do Francji. Ruszył do Belgradu, a stamtąd pojechał do Grecji. 23 października 1939 dopłynął do Marsylii. Następnie przez Paryż dotarł do polskiego obozu w Coëtquidan. Tam otrzymał przydział do formowanego właśnie 1 pp. Przydzielono go do placówki kontrwywiadu. W grudniu został przeniesiony do sztabu gen. Sikorskiego w Paryżu. Po zameldowaniu się w sztabie otrzymał przydział do tajnego referatu mającego za zadanie utrzymywanie łączności z krajem.
Po upadku Francji w czerwcu 1940, powrócił do kraju i od stycznia 1943 piastował stanowisko szefa wywiadu oddziału Organizacji Specjalnych Akcji Bojowych („Osa”-„Kosa 30”). Po rozbiciu oddziału został włączony do oddziału dywersji bojowej Kedywu Komendy Głównej Armii Krajowej „Agat”. Brał udział między innymi w rozpracowaniu dowódcy SS i Policji na dystrykt warszawski Generalnego Gubernatorstwa Franza Kutschery (Akcja Kutschera). Po kapitulacji powstania warszawskiego, w którym nie brał udziału, został osadzony w obozie przejściowym w Pruszkowie, skąd udało mu się uciec.
W marcu 1945 podjął pracę w Zarządzie Miejskim w Bielsku. W czerwcu został aresztowany przez funkcjonariuszy Urzędu Bezpieczeństwa pod zarzutem współpracy z gestapo w okresie okupacji. Został skazany na karę śmierci. Trafił do więzienia, gdzie oczekiwał na wykonanie wyroku. W wyniku interwencji żony i wstawiennictwu płk. Mazurkiewicza, który wystosował list do Bolesława Bieruta, został oczyszczony z zarzutów. 27 kwietnia 1946 przed Wojskowym Sądem Rejonowym odbyła się jego rozprawa rewizyjna. W 1959 z powodu pogorszenia stanu zdrowia przeszedł na rentę inwalidzką. W kwietniu 1967 ukończył spisywanie swoich wspomnień wojennych, które wydał rok później.
Żonaty, miał dwójkę dzieci.
Zmarł 6 czerwca 1986 i został pochowany na cmentarzu w Kozach.

## Odznaczenia
- Krzyż Srebrny Orderu Virtuti Militari[4]
- Krzyż na Śląskiej Wstędze Waleczności i Zasługi[2],
- Śląski Krzyż Powstańczy[2] (w latach 60.)